# مساق هائل مفتوح عبر الإنترنت

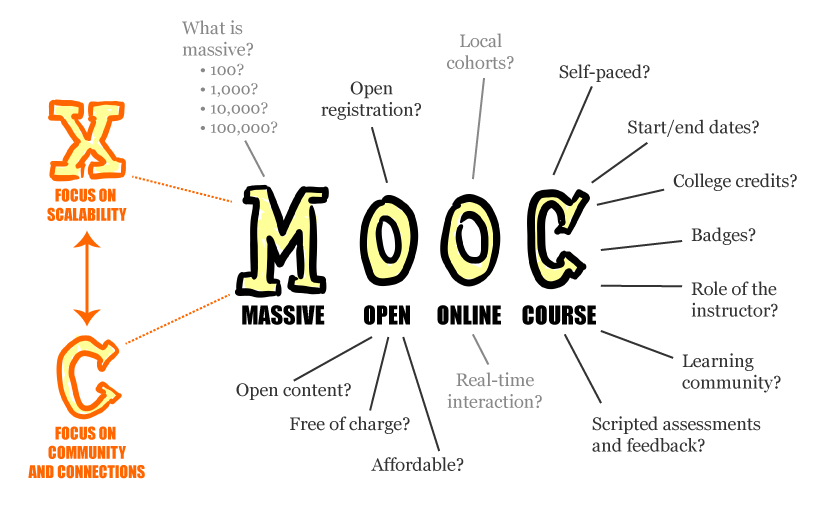

المساق التعليمي هائل الإلتحاق (بالإنجليزية: Massive open online course) (اختصارًا MOOC «موك») هو مصطلح بداء بالظهور مع تطور تقنيات شبكة الانترنت وتمكن من بث المحاضرات التعليمية بشكل هائل عدد المنتسبون عبر الانترنت. المصطلح يصف مساق تعليمي عبر التعلم عن بعد. من أساسياته السماح بمشاركة عدد ضخم من المتعلمين وخلق ميدان نقاش وتخاطب تعلمي بين المشاركين من طلاب ومدرسين ومساعدي المدرسين.

## التسمية
المساق الهائل المفتوح عبر الإنترنت هو ترجمة حرفية للمصطلح الإنكليزي. ولكل كلمة في المصطلح مدلول هام مركزي:
- مساق: يدل على أن العمل هو نشاط تعلمي يهدف إلى دفع المنتسبين إلى اكتساب معرفة جديدة بشكل أساسي. وهو يعتمد الهيكلية التعلمية من ناحية وجود منهاج واضح ونشاطات تقييمية ومحاضرات.
- هائل: يدل على عدد المنتسبين الكبير الضروري لنجاح عملية التعلم والذي يصل إلى أرقام لا يمكن للمؤسسات التعليمية التقليدية التعامل معها.
- مشاع: يدل على مدلولتين:
  - أن المساق مفتوح للجميع من دون أي شروط مسبقة لقبول المنتسبين مثلما يحصل في المؤسسات التربوية.
  - أن المساق مجاني الانتساب للجميع. مع أنه، في بعض الحالات، قد تفرض بعض الرسوم في حال اعتماد المساق كمتطلبات لبرنامج تعليمي معتمد.
- عبر الإنترنت: لها المدلولات التالية:
  - مشاركة غير محدودة بزمان أو مكان.
  - التفاعل بين منتسبين افتراضيين وفي معظم الأحيان، من دون أي معرفة شخصية بينهم.
  - اعتماد التقنية وبخاصة الحاسوب والإنترنت كوسائط التخاطب والتفاعل التعلمي.

ويمكن اعتماد ترجمات أخرى للمصطلح مثل: «مساق مفتوح ضخم عبر الإنترنت» أو «مساق أكاديمى مفتوح عبر الإنترنت». كما يمكن اعتماد اسم «موك» الذي أصبح شائعا في العديد من اللغات بجانب اللغة الإنكليزية.
وفي المجتمع الأكاديمي، هناك نقاش حول نوعين من الموك:
- الأول يعتمد مباديء الترابطية وسمي سي-موك (بالإنجليزية: cMOOC، والـ c تدل على connectivism والتي تعني الترابطية). ويمكن تعريبها بـ ت-موك، لكن يفضل استعمال سي-موك.
- الثاني سمي بـ أكس-موك (بالإنجليزية: xMooc، والـx ترمز إلى المجهول) ويمكن تعريبها بـ م-موك، لكن يفضل استعمال إكس-موك.

وهناك بعض المقالات التي استعملت «مووك» كتعريب للمصطلح.

## تطور المفهوم
هناك خلاف حول من هو أول من نظم مساقات مفتوحة مشاعة، والخلاف يأتي من الأسلوب المتبع.

### من ناحية الأعداد الهائلة
من ناحية المساقات التعليمية التي طورت لتجذب أعداداً هائلة من المتعلمين، هناك العديد من البرامج التي طورت لتعليم العامة وكان أولها في فترة 1890 حين بدء انتشار التعلم عن البعد. ومن أوسعها المساقات انشئت عام 1920 في الولايات المتحدة والتي التحق بها 4 ملايين متعلم إلا أن نسبة التخرج لم تتعدَ 3٪. وهناك برامج اعتماد الراديو في 1920 الذي ابتدأته جامعة نيويورك ولحق بها العديد من الجامعات المرموقة والذي طلب من المتعلمين قراءة كتب بينما قام المعلق الإذاعي بتدريس الموضوع. وكانت ترسل الإجابات عن الامتحانات بالبريد. وانتهت هذه المحاولة بالفشل لصعوبة تحصيل الأقساط ولعدم الحد من انتشار الغش بين الطلاب. ;خلال الحرب العالمية الثانية، اعتمدت الأفلام لتدريب الملايي على القتال واستعمال الأسلحة في المعارك.

### من ناحية اعتماد الإنترنت والتعلم المجاني
تعتبر أكاديمية خان أول من وضع برامج تعليمية على الإنترنت ونشرها مجانا للعامة وذلك عام 2006. وتبعتها مشروع أليسون دوت كوم عام 2007 والتي توجهت لمواطني دول العالم الثالث واعتمدت نظام المجانية.

### من ناحية اعتماد نظام تعليمي تقليدي
في عام 2011، بدأت العديد من الجامعات المرموقة بطرح مساقاتها التي تعتمد التعلم التقليدي على الإنترنت وفتحت الأبواب لأي شخص بالمشاركة مجانا بالإضافة لطلابها العاديين الذين ينوون الحصول على شهادتها. أول مساق من جامعة خاصة كان «مقدمة في الذكاء الاصطناعي» الذي طرحته جامعة ستانفورد ووصل عدد الطلاب في المساق إلى 250 ألف طالب. وإثر نجاح التجربة، أنشأ مدرس المساق شركة سماها يوداستي (بالإنجليزية: Udacity) والتي تعني بطرح المساقات الهائلة والشائعة. وما لبث أن أنشأت شركة كورسيرا التي توفر للجامعات العالمية مجال طرح مساقاتها لعدد هائل من الطلاب.

## نماذج الموك
حتى عام 2014، وجد نوعين من الموك سميتا أكس-موك وسي-موك وتختلفان من ناحية دور المدرس في العملية التعلمية والوسائط المستعملة في التواصل بين المدرسين والطلاب.

### من ناحية اعتماد مبداء التعلم الترابطي
أول مساق موكي طرح عام 2008 بعنوان «الترابطية والمعرفة المترابطة» والذي يعرف بـ «سي سي كاي 8» (CCK08) والذي كان جزءا من مساق تعليمي في جامعة مانيتوبا ودرسه جورج سيمنز وستيفن دوانز. التحق بالمساق 25 طالبا دفعوا رسوما للحصول على شهادة من الجامعة، و2200 طالب آخر بشكل عفوي عن طريق الإنترنت. واتبع المساق طرق نظريات جورج سيمنز حول التعلم الترابطي والذي نشره عام 2005. عندها، أطلق دايف كورمير وبريان ألكسندر، الذين شاركوا بالمساق، مصطلح موك على هذا النوع من المساقات. واعتمد المساق على الإنترنت والتفاعل بين الطلاب من خلال المدونات ومجالس النقاشات الإلكترونية وواجهة مودل لإدارة التعلم وموقع سيكند لايف الافتراضي.

وهو النموذج الأساسي للموك والذي أطلقه سيمنس وداونس عام 2008 ويعتمد نظريات الترابطية والمعرفة المترابطة (Connectivism and connected knowlege) والتي تؤمن بأن الطالب يتعلم بشكل أفضل عندما يتفاعل مع آخرين من ذوي نفس الأهواء، وأن دور المدرس هو وضع الأطر العامة والهيكيلة للموضوع ويترك الأمر للطلاب في الوصول إلى المنتجات النهائية كل بحسب وضعه المعرفي. وتعتمد عملية التقييم على تقييم الأقرآن. ويمكن لمجموعات الطلاب اختيار الطريقة والأسلوب المناسبين لتعلمهم. مثلا، منهم من قد يلجاء إلى اجتماعات في موقع جغرافي معين، بينما قد يستعمل الآخرون الوسائط الأجتماعية. ويكون تكوين الجماعات متروك للاختيار الأفراد، وبالعادة يكون عملا عفويا. وفي كثير من الحالات، يبقى عمل الجماعات نشطا حتى بعد انتهاء المساق. وفي هذا النموذج من المووك، يكون دور المدرس ثانوي.

### أكس-موك
رفض المجتمع الأكاديمي فكرة الموك الأساسية لأنها تتعارض مع العديد من أسس العمل الأكاديمي أهمها: عدم وجود منهاج متكامل، وأنها لا تعتمد أسس التقييم التقليدية وعدم وجود ضوابط تتحقق من المعلومات المتداولة بين الطلاب. لهذا اعتمد الأكاديميون نموذجا جديدا يعتمد طرق التعليم التقليدية لكنه مفتوع لعدد هائل من الطلاب وأطلقوا عليه تسمية "موك". وللتفرقة بين الأسلوبين، أطلق الرواد الأوائل اسم "أكس-موك" على هذا النوع الجديد من المساقات مع أن الجامعات الأكاديمية رفضت هذه التسمية واعتبرت أن نموذجها هو الموك الأصلي من دون اضافات. وفي نموذج الإكس-موك"، هناك دور رئيسي للمدرس وتعتمد الامتحانات التقليدية كما تفرض نظام تواصل مغلق يعتمد على واجهة تطبيق محددة مثل كورسيرا أو يوديمي.

## إحصائيات حول الموك
كان عدد مسجلي مساقات الموك أكثر من مليون ونصف طالب اشتركوا بمساقات كورسيرا وأوداستي وإديكس. وكانت نوعية المشاركين مختلفة جدا ولم يكونوا تقليديين إلا أن الجامع بينهم هم تعلمهم للغة الإنجليزية وانتمائهم للدول الغنية. في مارس 2013، كان عدد المسجلين في كورسيرا وحدها قد وصل إلى 2,8 مليون مسجل يتوزعون على الشكل التالي:
| البلد                      | النسبة المئوية |
| -------------------------- | -------------- |
| الولايات المتحدة الأميركية | 27.7%          |
| الهند                      | 8.8%           |
| البرازيل                   | 5.1%           |
| المملكة المتحدة            | 4.4%           |
| إسبانيا                    | 4.0%           |
| كندا                       | 3.6%           |
| أستراليا                   | 2.3%           |
| روسيا                      | 2.2%           |
| بقية العالم                | 41.9%          |

ووصل عدد طلاب كورسيرا إلى 5 ملايين في أكتوبر 2013 بينما وصل عدد طلاب إديكس وحدها إلى 1,3 ملايين طالب. وتبين في بحث خاص حول الإكس-موك نشر عام 2013، أن نسبة 27٪ من المنسبين يتمون الاختبار النهائي وأن 4,5٪ من المنتسبين ينهون المساق بنجاح. كما تبين أن 36٪ من المنسبين هم من الولايات المتحدة الأميركية، و89٪ من المنتسبين هم من الذكور.

## الموك العربي
أول مساق موكي طرح باللغة العربية كان من قبل جامعة تيخيون الإسرائيلية بعنوان «التقانة والمستشعرات النانوية» في مارس 2014 عبر كورسيرا، ودرسه البروفيسور حسام حايك. كما قامت مؤسسة الملكة رانيا للتعليم والتطوير بإطلاق منصة ادراك التي تقدم برامج تعليمية على نسق الموك وتعتبر أول برنامج موك متكامل. ووجدت محاولات في طرح مواد تعليمية مفتوحة في العالم العربي لكنها تختلف مع الموك من حيث المبدأ منها أكاديمية التحرير وموقع رواق أيضا موقع أسناد، وموقع ابني بُكرة، ومنصة إدراك وكذلك قام مكتب العمل السعودي بالتعاون مع صندوق تنمبة الموارد البشرية (هدف) بإطلاق مساق دروب.